# ادعاءات العنف الجنسي خلال عملية طوفان الأقصى
من آثار العملية التي شنتها حركة حماس على إسرائيل عام 7 أكتوبر 2023، أن تواردت الأنباء أن النساء والفتيات الإسرائيليات تعرضن للعنف الجنسي، بما في ذلك الاغتصاب والاعتداء الجنسي من قبل حماس أو مسلحين آخرين. تداولت وسائل الإعلام الغربية ادعاءات بشأن تورط المهاجمون في أعمال عنف على أساس الجنس وجرائم حرب وجرائم ضد الإنسانية. وهو الأمر الذي نفته حركة حماس.
خلال الهجمات التي شنتها حماس على المستوطنات الإسرائيلية في 7 أكتوبر روجت تقارير ادعاءات عن تعرض النساء والفتيات الإسرائيليات للاغتصاب والاعتداء والتشويه على أيدي مقاتلي حماس، وهو ادعاء تنفيه حماس. وادعت الشرطة الإسرائيلية إن عشرات النساء وبعض الرجال تعرضوا للاغتصاب. وذكرت صحيفة نيويورك تايمز وبي بي سي أن "أشرطة الفيديو التي صورتها حماس يوم الهجوم، وصور الجثث التي التقطت بعد الهجوم، تشير إلى أن المهاجمين استهدفوا النساء جنسيًا".
وقيل بأن الرهائن المفرج عنهم شهدوا بتعرضهم للعنف الجنسي أثناء احتجازهم لدى حماس في غزة. في أواخر مارس 2024، قالت أميت سوسانا، الرهينة الإسرائيلية المفرج عنها، لصحيفة نيويورك تايمز ، إنها تعرضت للاعتداء الجنسي من قبل خاطفها من حماس لكنها تراجعت عن أقوالها بعد مدة من ذلك، وبالبحث عن الحقيقة، وجد موقع مكافحة الإشاعات والأخبار الكاذبة مسبار، أنّ الادعاء مضلّل، حيث لم يُنشر أي تقرير عن قصة الاعتداءين المزعومين.